# Javier Cortés
Javier Cortés Granados (Cidade do México, 20 de julho de 1989) é um futebolista mexicano que atua como meio-campo. Atualmente defende o Pumas UNAM, campeão olímpico.